# NGC 6459
NGC 6459 este o galaxie spirală situată în constelația Dragonul. A fost descoperită în 19 aprilie 1885 de către Lewis A. Swift. Se află la o distanță de 123,51 de megaparseci de Pământ.